# Athol (Massachusetts)

Vista de Athol
Localização de Massachusetts nos E.U.A.
Athol é uma vila localizada no condado de Worcester no estado estadounidense de Massachusetts. No Censo de 2010 tinha uma população de 11.584 habitantes e uma densidade populacional de 134,1 pessoas por km².

## Geografia
Athol encontra-se localizado nas coordenadas 42° 34′ 33″ N, 72° 13′ 47″ O. Segundo a Departamento do Censo dos Estados Unidos, Athol tem uma superfície total de 86.39 km², da qual 83.64 km² correspondem a terra firme e (3.18%) 2.75 km² é água.

## Demografia
Segundo o censo de 2010, tinha 11.584 pessoas residindo em Athol. A densidade populacional era de 134,1 hab./km². Dos 11.584 habitantes, Athol estava composto pelo 95.3% brancos, o 0.98% eram afroamericanos, o 0.25% eram amerindios, o 0.73% eram asiáticos, o 0% eram insulares do Pacífico, o 0.98% eram de outras raças e o 1.76% pertenciam a duas ou mais raças. Do total da população o 3.57% eram hispanos ou latinos de qualquer raça.